# Пољупци
Пољупци је српски филм снимљен 2004. године који је режирао Саша Радојевић. Он је такође написао и сценарио.